# A Life in Suitcases
A Life in Suitcases je četrti album slovenskega skladatelja Boruta Kržišnika. Prvotno je bil izdan pri KUD France Prešeren (Ljubljana, l. 2005), potem pa ga je leta 2013 ponovno izdala britanska založba Claudio Records (Peacehaven, UK). Album vsebuje glasbo uporabljeno v dveh filmih trilogije The Tulse Luper Suitcases (The Moab Story in Vaux to the Sea) in njihovi integralni verziji A Life in Suitcases britanskega režiserja Petera Greenawaya. 

## Seznam skladb
| Borut Krzisnik: A Life in Suitcases | Borut Krzisnik: A Life in Suitcases | Borut Krzisnik: A Life in Suitcases |
| Št.                                 | Naslov                              | Dolžina                             |
| ----------------------------------- | ----------------------------------- | ----------------------------------- |
| 1.                                  | „Trembling Web‟                     | 9:56                                |
| 2.                                  | „Love Song No.1‟                    | 5:05                                |
| 3.                                  | „Passion Festivo‟                   | 5:39                                |
| 4.                                  | „Sudden Spell‟                      | 3:52                                |
| 5.                                  | „March to Eternity‟                 | 10:16                               |
| 6.                                  | „Creeping‟                          | 3:41                                |
| 7.                                  | „Festa‟                             | 6:38                                |
| 8.                                  | „War Machine‟                       | 1:24                                |
| 9.                                  | „Funeral March‟                     | 6:05                                |
| 10.                                 | „Miracle on Magatrea‟               | 11:15                               |
| 11.                                 | „Slaves‟                            | 4:27                                |

## Kolofon
Zasedba:
- Borut Kržišnik – virtualni orkester
- Vuk Kraković - violina (#2 in #10)
- Mario Marolt - klarinet (#2)

Avtorske navedbe:
- Skladatelj in producent: Borut Kržišnik
- Umetniška svetovalka: Aleksandra Rekar
- Posneto in mešano v P.N. studijih, Ljubljana, 2003/2004
- Tonski mojster: Bac Kajuh
- Asistent tonskega mojstra: Turob Tušek
- Mastering: Simon Heyworth at Super Audio Mastering
- Oblikovanje: TBT design
- Fotografije iz filma A Life in Suitcases objavljene s prijaznim doboljenjem Kasander Films

Založba:
- Claudio Records LTD, BN10 8PU England; © 2012 Claudio Records Ltd; claudiorecords.com
- Izdajatelj: Mute Song Ltd.